# Майбалык (озеро, район Магжана Жумабаева)
Майбалык (каз. Майбалық) — озеро в районе Магжана Жумабаева Северо-Казахстанской области Казахстана. Находится в 18 км к северо-востоку от свх им. Кирова. Возле села Майбалык.
Объём воды — 0,0042 км³. Площадь поверхности — 1,61 км². Площадь водосборного бассейна — 16,6 км². Высота над уровнем моря — 152,7 м.
По данным топографической съёмки 1940-х годов, площадь поверхности озера составляет 1,76 км². Наибольшая длина озера — 1,8 км, наибольшая ширина — 1,3 км. Длина береговой линии составляет 5 км, развитие береговой линии — 1,06. Озеро расположено на высоте 126,3 м над уровнем моря.
По данным обследования 1957 года, площадь поверхности озера составляет 1,3 км². Максимальная глубина — 0,65 м, объём водной массы — 0,4 млн. м³, общая площадь водосбора — 28,9 км².